# مونوبيس
مونوبيس (الاسم العلمي: Monopis)، جنس حشرات من حرشفيات الأجنحة وفصيلة السوسيات الفراشية وفُصيلة سوساوات فراشية.